# Émile Decroix
Émile Decroix (Geluveld, 5 de març de 1904 - De Panne, 1 d'abril de 1967) va ser un ciclista belga, que fou professional entre 1928 i 1939. En el seu palmarès destaca la Volta a Bèlgica de 1936.

## Palmarès
- 1929
  - 1r a la París-Somain
- 1932
  - 1r a la París-Dunkerque
- 1935
  - 1r de la París-Limoges
  - 1r a Plogastel Saint-Germain
  - Vencedor d'una etapa de Derby du Nord
- 1936
  - 1r a la Volta a Bèlgica

### Resultats al Tour de França
- 1932. 43è de la classificació general
- 1933. 22è de la classificació general

### Resultats al Giro d'Itàlia
- 1931. Abandona
- 1932. 28è de la classificació general